# Ontariosee
Der Ontariosee (englisch Lake Ontario; französisch Lac Ontario) ist der flächenmäßig kleinste der fünf Großen Seen Nordamerikas, die miteinander durch Flussläufe verbunden sind. Nach Tiefe und Volumen ist er nach dem Eriesee der zweitkleinste.

## Geographie

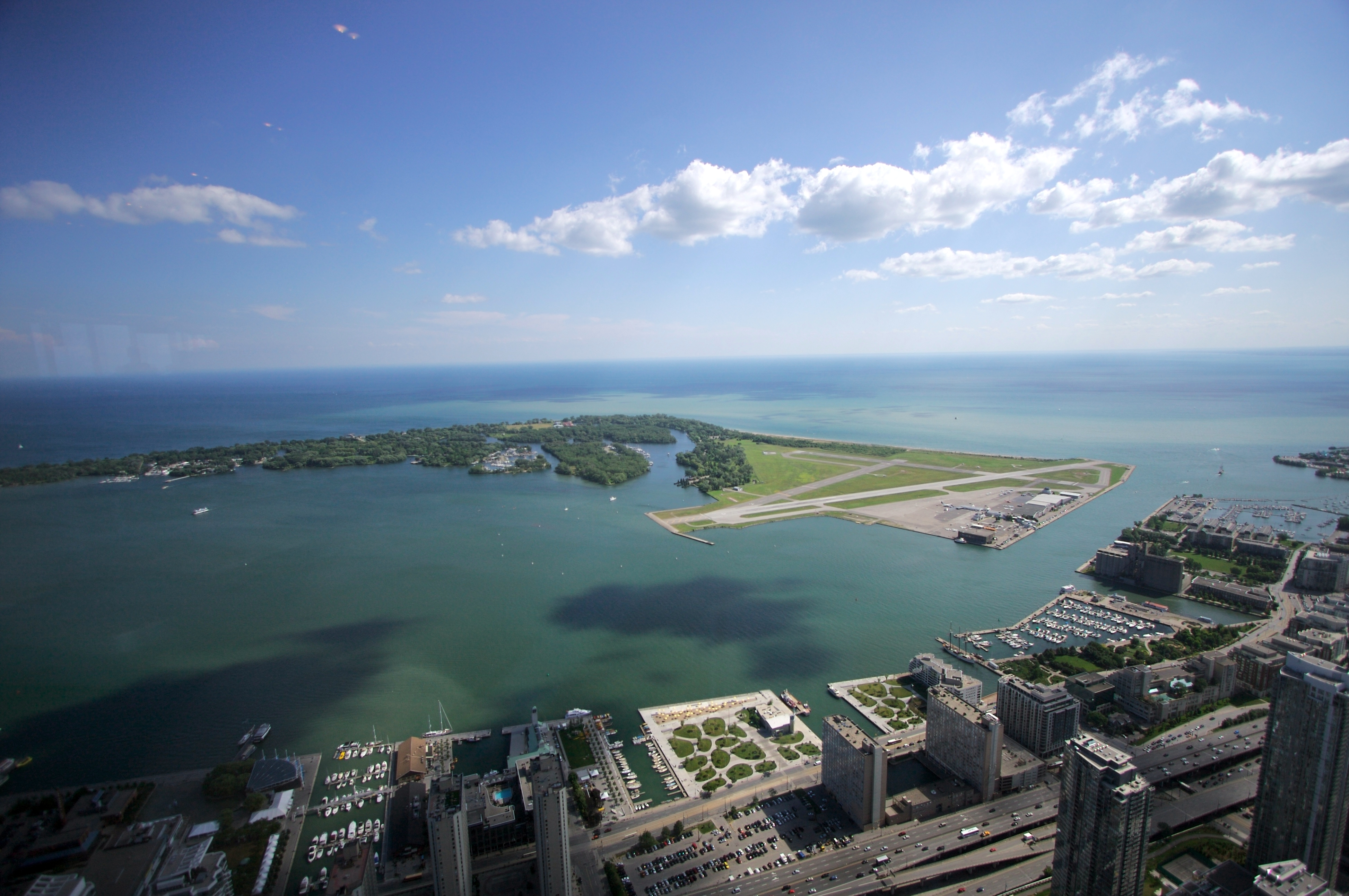
Blick von Torontos CN Tower

Durch den Ontariosee verläuft die Grenze der Vereinigten Staaten zu Kanada. Er liegt auf 75 m Höhe und seine Fläche beträgt 19.011 km². Der kanadische Seeanteil beträgt 9969 km², und der US-amerikanische Seeanteil beträgt 9042 km². Zum Vergleich: Seine Ausdehnung entspricht ungefähr der Größe des deutschen Bundeslandes Rheinland-Pfalz; die Fläche des größten Sees Europas, des Ladogasees, übertrifft er um rund 1000 km².

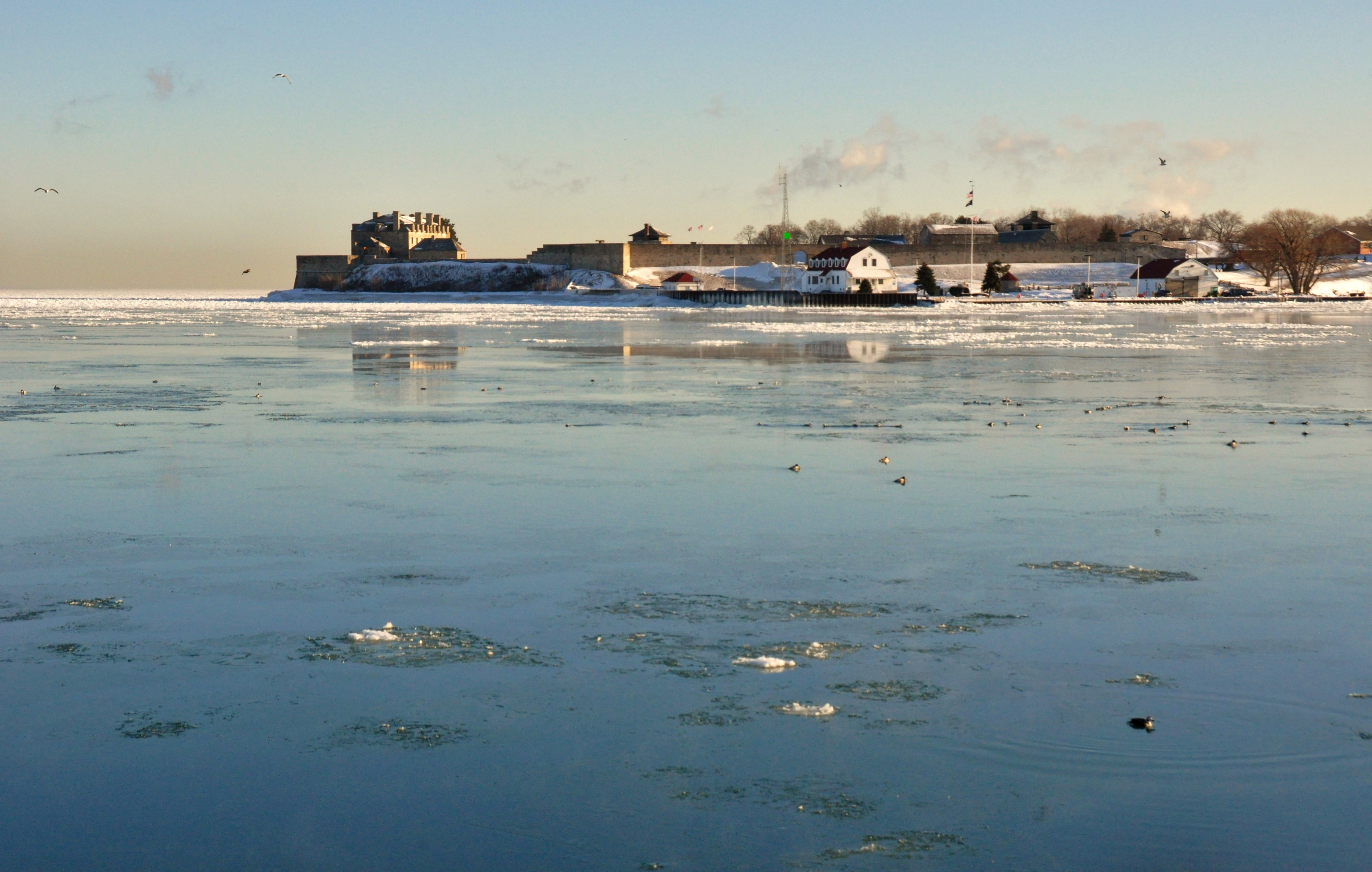
Niagara-Mündung

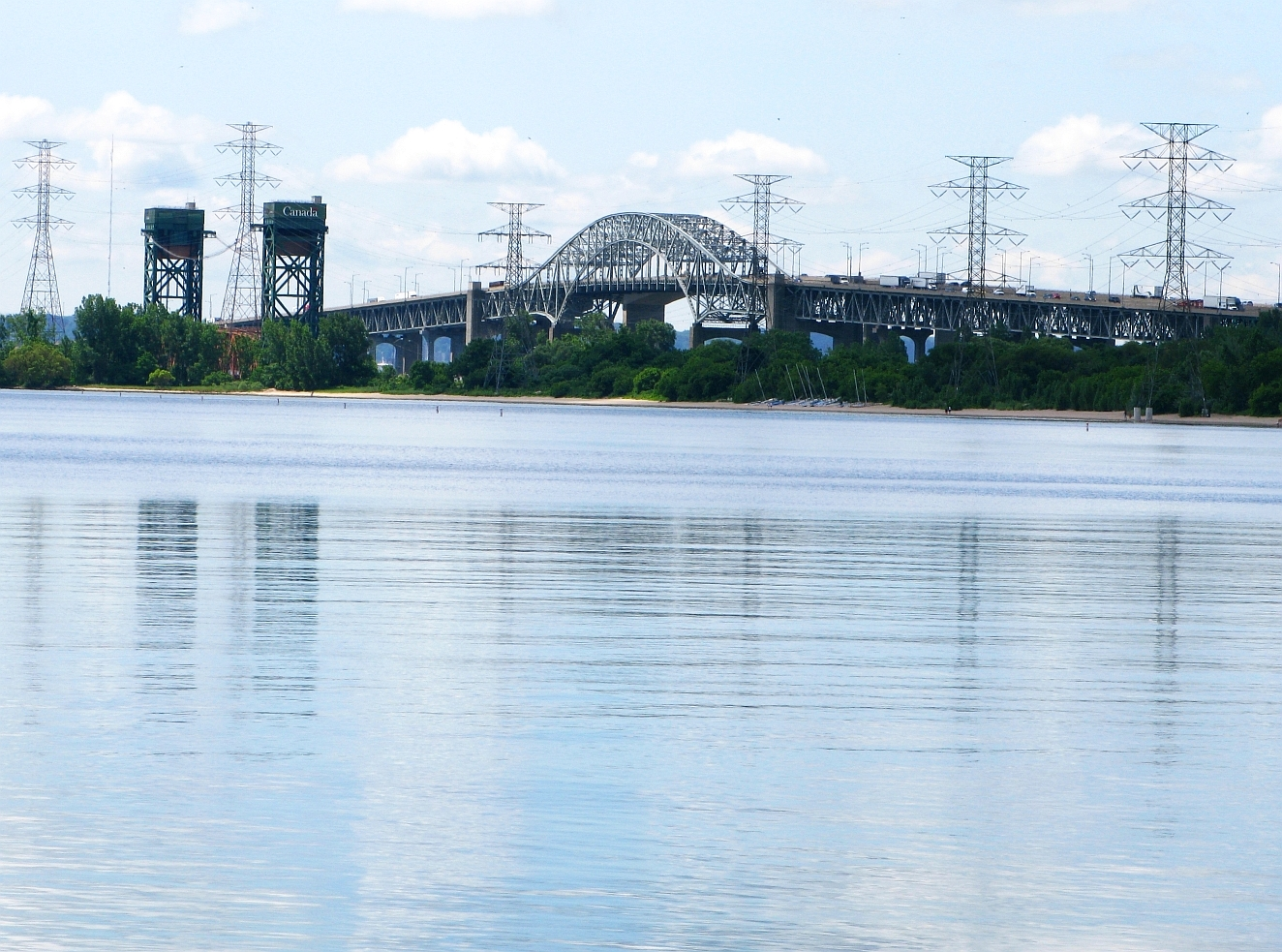
Queen Elizabeth Way bei Hamilton

Die Wassertiefe beträgt bis zu 244 Meter. Der Hauptzufluss erfolgt über den Niagara River aus dem Eriesee. Weitere Zuflüsse sind der Trent River, der Genesee River, der Oswego River und der Salmon River. Der Ontariosee entwässert über den Sankt-Lorenz-Strom. Durch den arktischen Einfluss ist der Uferrand durchschnittlich drei Monate im Jahr zugefroren, dient aber im Sommer als Wärmespeicher, so dass er im Gebiet um die Niagarafälle u. a. den Weinanbau ermöglicht.

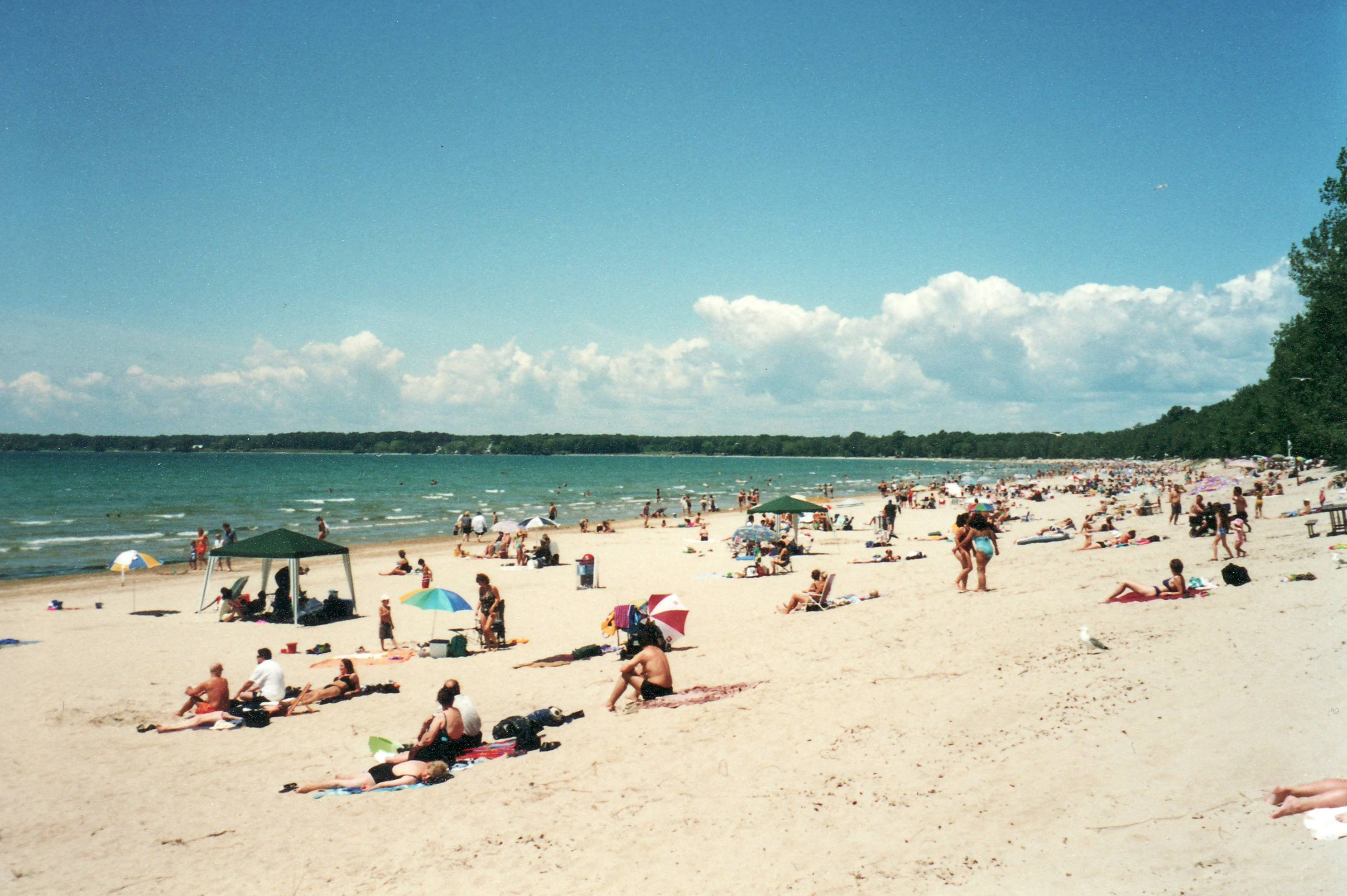
Sandbanks Provincial Park

Das Wasser aus dem See wird auch für die Trinkwasserversorgung und zur Kühlung von Bürogebäuden in der Stadt Toronto verwendet (siehe DLWC).
Wie bei den anderen Großen Seen Nordamerikas, so sind auch beim Ontariosee die Gezeiten – anders als bei vielen kleineren Binnenseen – bemerkbar. Der Ontariosee hat rund 1500 Inseln, die größte, Wolfe Island, liegt am östlichen Abfluss des Sees im Sankt-Lorenz-Strom.

## Name
Der Name des Sees leitet sich von der Sprache der Wyandot ab, wo das Wort ontarío „Großer See“ bedeutet. Die kanadische Provinz wurde später nach dem Ontariosee benannt. In frühen Karten wurde der See teilweise anders genannt. In den Relation des Jésuites trug er den Namen „Lac Ontario ou des Iroquois“ oder „Ondiara“. Eine französische Karte aus dem Jahr 1712 bezeichnete ihn nach der am Nordostufer gelegenen französischen Niederlassung Fort Frontenac als „Lac Frontenac“. In der irokesischen Sprache hieß der See „Skanadario“.
Wegen der Ähnlichkeiten in Form und Fläche diente der Lake Ontario als Namensgeber für den Ontario Lacus auf dem Saturnmond Titan.